# Onchocerca tubingensis
Onchocerca tubingensis es un nematodo, descubierto en 1974 y descrito por O. Bain und H. Schulz-Key en Tropenmedizin und Parasitologie y llamado así por Tübingen. Es un parásito del ciervo rojo (Cervus elaphus). Los gusanos adultos se encuentran en nódulos subcutáneos en la parte caudal de la espalda, mientras que las microfilarias se distribuyen en la parte ventral del cuerpo con densidades máximas en la región del esternón y con densidades más bajas en los lados internos del patas traseras. La tasa de infección de 94 ciervos rojos investigados en el sur de Alemania durante 1907-1974 fue del 23%.